# Дезинфекция с помощью солнечного света
Дезинфекция с помощью солнечного света (англ. Solar water disinfection SODIS) — метод дезинфекции воды с использованием только солнечного света и пластиковых бутылок. SODIS является доступным и эффективным способом для децентрализованной очистки воды, как правило, применяется на бытовом уровне и рекомендован Всемирной организацией здравоохранения в качестве реального способа очистки и безопасного хранения воды в домашних условиях. В настоящее время SODIS применяется во многих развивающихся странах. Брошюры, знакомящие с данным методом, доступны на многих языках.

## Принцип действия
Установлено, что солнечный свет является губительным для микроорганизмов, содержащихся в питьевой воде. Считается, что умерщвлению болезнетворных организмов способствуют три основных фактора:
- Ультрафиолетовое излучение (UVB) влияет непосредственно на метаболизм и разрушает клеточную структуру бактерий.
- Излучение с длиной волны 320—400 нм (UVA) вступает в реакцию с кислородом, растворенным в воде, и производит высокоактивные формы кислорода (свободные радикалы кислорода и перекись водорода), которые также уничтожают патогенные организмы.
- Суммарная солнечная энергия (в том числе инфракрасная компонента излучения) нагревает воду. Если температура воды поднимается выше 50 °C, процесс дезинфекции проходит в три раза быстрее.

При температуре воды около 30 °C (86 °F), и пороге солнечной радиации не менее 500 Вт/м2 (полный спектр) для достижения эффекта требуется примерно 6 часов облучения. Это соответствует примерно 6 часам обработки в средних широтах в солнечный летний день.

## Применение
SODIS является эффективным методом для очистки воды, в тех местах где топливо или другие источники тепла недоступны либо слишком дороги. Даже там, где топливо имеется, SODIS является более экономичным и экологически чистым вариантом. Применение SODIS ограничивается только в случае нехватки ёмкостей или чрезмерной замутнённости воды. Впрочем, если вода загрязнена механическими примесями, то перед обработкой SODIS её достаточно дополнительно профильтровать, — например, через песок.
Метод может быть также использован в случае стихийных бедствий или в лагерях беженцев. Однако доставка бутылок может оказаться более сложной, чем предоставление эквивалентного количества дезинфицирующих таблеток, содержащих хлор, бром или йод. Кроме того, в некоторых случаях трудно гарантировать, что вода будет находиться на солнце в течение необходимого времени.
Другими методами очистки воды в домашних условиях являются хлорирование, различные методы фильтрации или флокуляции/дезинфекции. Выбор метода должен быть основан на критериях эффективности, наличия других видов загрязнения (мутность, химическое загрязнение), расходов на обработку, трудоемкости, удобства, и предпочтения пользователей.

## Предостережение
Если бутылки с водой не пробыли на солнце в течение нужного периода времени, вода может оказаться небезопасной и её употребление может привести к заболеванию. Если солнечный свет недостаточно силён (в зависимости от погоды), либо в регионах с не очень солнечным климатом, — необходимо большее время держать бутылки с водой на солнце.
При использовании обеззараживания SODIS следует учитывать:
- Материал бутылки: Некоторые виды стёкол или поливинилхлоридных материалов могут задерживать ультрафиолетовое излучение, поэтому рекомендуется использовать общедоступные бутылки из ПЭТ[5]. Поликарбонат блокирует все виды UVA и UVB лучей, и поэтому не должен использоваться.
- Износ пластиковых бутылок: эффективность SODIS зависит от физического состояния пластиковых бутылок, — царапины и другие признаки износа снижают эффективность SODIS.
- Форма ёмкости: интенсивность ультрафиолетового излучения быстро убывает с увеличением глубины. На глубине 10 см и умеренной мутности ультрафиолетовое излучение снижается на 50 %.
- Содержание кислорода: солнечный свет производит высокоактивные формы кислорода (свободные радикалы кислорода и перекись водорода) в воде. Эти вещества вносят свой вклад в процесс уничтожения микроорганизмов. При нормальных условиях (вода из рек, ручьев, колодцев, прудов, водопровода) в воде содержится достаточно кислорода (более 3 мг кислорода на литр) и нет необходимости аэрации перед обработкой.
- Выщелачивание материала ёмкости: предположительно, пластиковые бутылки могут выделять в воду токсичные химические компоненты и этот процесс интенсифицируется при нагревании. Швейцарские федеральные лаборатории испытания материалов и исследований изучили выделение ионов адипиновой кислоты и фталатов (DEHA и DEHP) из новых и повторно использованных пластиковых бутылок в воду в процессе солнечного облучения. Концентрация этих веществ в воде после экспозиции на солнце в течение 17 часов при температуре 60 °C была намного ниже предельно допустимых концентраций, установленных ВОЗ для питьевой воды, — в тех же количествах, что и в качественной водопроводной воде.

Опасения по поводу использования пластиковой тары были также высказаны после доклада о выходе сурьмы из бутылок для безалкогольных напитков и минеральной воды, хранящихся в течение нескольких месяцев в супермаркетах, опубликованного исследователями из Гейдельбергского университета/ Тем не менее, содержание сурьмы в бутылках на несколько порядков ниже требований ВОЗ и национальных норм по концентрации сурьмы в питьевой воде. Кроме того, после обработки SODIS вода не хранится длительное время.
- Восстановление бактерий: после прекращения экспозиции солнечного света оставшиеся бактерии могут вновь начать размножаться в темноте. В 2010 году исследование установило, что добавление перекиси водорода в отношении 10 частей на миллион является эффективным средством для предотвращения размножения сальмонеллы[10].

- Токсичные химикаты: солнечная дезинфекция воды не удаляет токсичные химические вещества, которые могут присутствовать в воде в связи с попаданием в водоёмы промышленных отходов.

## Воздействие на здоровье
Было установлено, что метод SODIS (и другие методы очистки воды в домашних условиях) могут эффективно удалять из воды патогенные организмы. Изучение динамики заболеваемости диареей среди пользователей SODIS показывает снижение заболеваемости на 30—80 %. Однако, инфекционные заболевания также передаются и другими путями в связи с общим отсутствием санитарии и гигиены.
Эффективность SODIS был впервые обнаружена профессором Афтимом Акра из Американского университета в Бейруте в начале 1980 года. В дальнейшем, исследования проводились группой Мартина Вегелина в Швейцарском федеральном институте водных наук и технологий (EAWAG), доктором Кевином Макгиганом в Королевском хирургическом колледже Ирландии (RCSI). Первые клинические испытания были проведены профессором Ронаном Конрой из RCSI в сотрудничестве с Майклом Элмором-Миганом.
В настоящее время совместный проект по исследованию SODIS осуществляется следующими организациями:
- Королевский хирургический колледж Ирландии (RCSI), Ирландия
- Университет Ольстера (UU), Соединённое Королевство
- Институт развития водоснабжения и санитарии (IWSD), Зимбабве
- Plataforma Solar de Almería (CIEMAT-PSA), Испания
- Университет Лестера (UL), Соединённое Королевство
- Международная комиссия по оказанию помощи голодающим (ICROSS), Кения
- Университет Сантьяго-де-Компостела (ОСК), Испания
- Швейцарский федеральный институт водных наук и технологий (EAWAG), Швейцария

Проект проводит исследования на территории нескольких стран, таких как Зимбабве, Южно-Африканская Республика и Кения.
Другие исследования включают в себя разработку системы непрерывного обеззараживания потока и солнечной дезинфекции с применением покрытия из диоксида титана, которое предотвращает размножение колиморфных бактерий после SODIS. Исследования показали, что применение недорогих добавок способно увеличить эффективность SODIS и сделать его более быстрым и эффективным в солнечную и пасмурную погоду. В 2008 году было установлено, что возможно использование природных коагулянтов. Порошки из нескольких сортов бобовых (горох, фасоль и чечевица), а также арахисовых были испытаны как средства понижения мутности. Эффективность оказалась на уровне промышленных квасцов и даже превзошла её, поскольку оптимальная доза оказалось низкой, флокуляция была быстрой (7-25 минут, в зависимости от используемых семян). Позже изучалось использование каштанов, желудей дуба и семян моринги для той же цели.
Другим направлением исследования стало изучение применения полупроводников для увеличения выделения кислородных радикалов под воздействием ультрафиолета. Исследователи из Национального центра по изучению датчиков и Института биомедицинской диагностики из университета Дублина разработали новый дозиметр ультрафиолета, данные с которого можно прочитать посредством камеры мобильного телефона. Камера телефона используется для получения изображения с датчиков, а специальное программное обеспечение, работающее на телефоне, анализирует цвета изображения для количественного измерения дозы облучения.

## Применение в мире
Швейцарский федеральный институт водных наук и технологий через Департамент по водным ресурсам и санитарии в развивающихся странах (Sandec) координирует продвижение проекта SODIS в 33 странах, включая Бутан, Боливию, Буркина-Фасо, Камбоджу, Камерун, Конго, Эквадор, Сальвадор, Эфиопию, Гану, Гватемалу, Гвинею, Гондурас, Индию, Индонезию, Кению, Лаос, Малави, Мозамбик, Непал, Никарагуа, Пакистан, Перу, Филиппины, Сенегал, Сьерра-Леоне, Шри-Ланку, Того, Уганду, Узбекистан, Вьетнам, Замбию и Зимбабве.
Проект SODIS финансируется, в частности, фондом SOLAQUA, клубами Lions Clubs International, Ротари Интернешнл и Водяным фондом Мишеля Контэ.
SODIS также используется в нескольких общинах Бразилии, в частности в Беберибе в западной части Форталеза. Применение солнечной дезинфекции в этих районах весьма успешно, так как температура воздуха поднимается выше 40 °C.